# Cannula oro-faringea

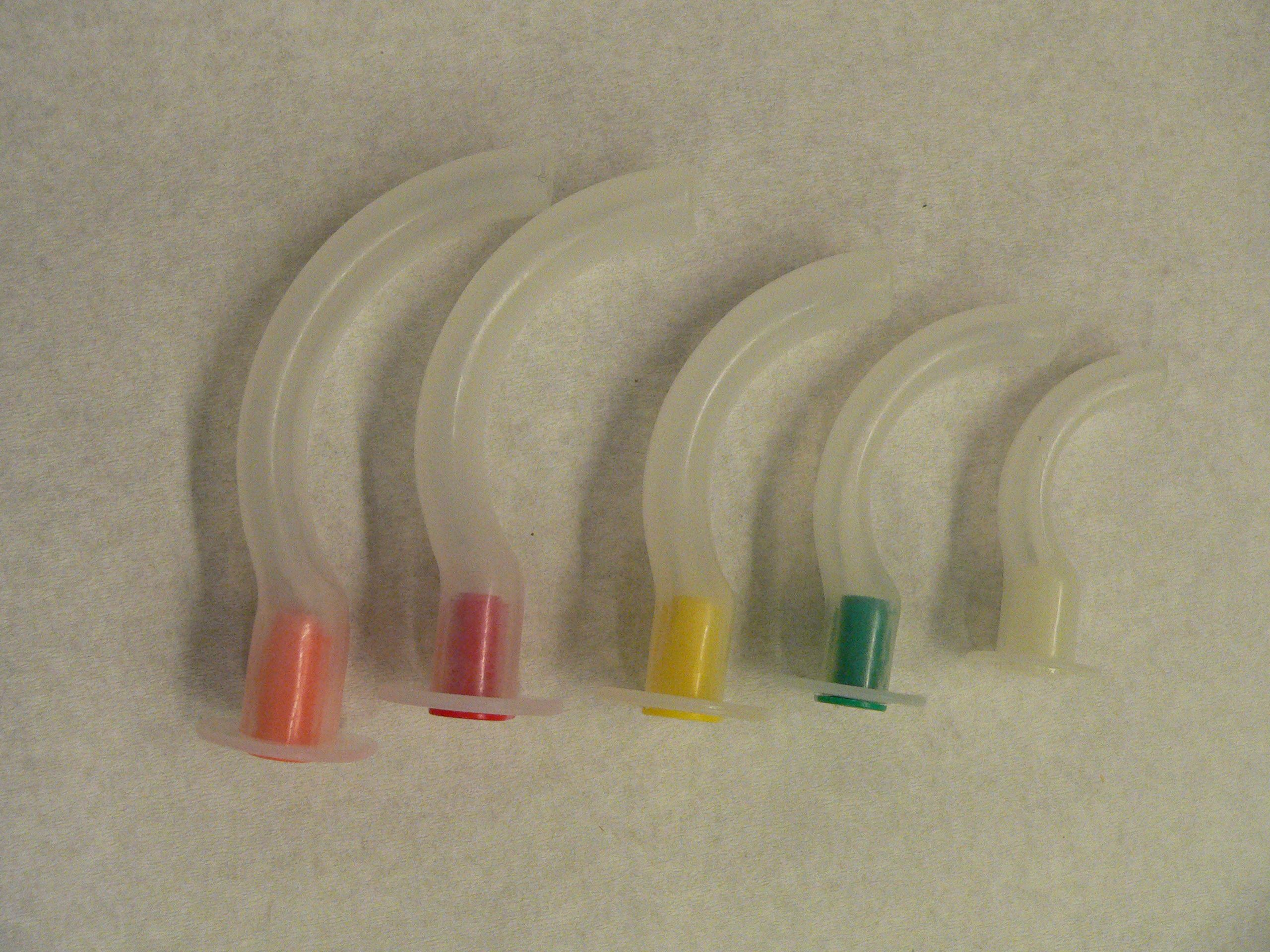
Cannule oro-faringee di varie dimensioni

La cannula oro-faringea (chiamata anche cannula di Guedel o di Mayo), è un dispositivo medico per la gestione delle vie aeree, in materiale plastico rigido, utilizzato per il mantenimento della pervietà delle vie aeree superiori di un paziente privo di coscienza, soprattutto in sala operatoria o durante le manovre di rianimazione. 
Una volta inserita nella cavità orale impedisce alla lingua di cadere e di ostruire quindi le vie aeree superiori, assicurando un adeguato afflusso di aria.
Le varie versioni esistenti (cannula di Mayo, di Guedel, di Safar e di Bierman) differiscono pochissimo fra di loro e spesso questi termini sono utilizzati per identificare una qualunque cannula orofaringea, senza riferirsi ad un tipo specifico.
Le dimensioni della cannula ideale possono essere stimate prendendo la distanza tra il lobo dell'orecchio e l'angolo della bocca.
| Misura         | 000  | 00  | 0    | 1      | 2     | 3      | 4     | 5         |
| Lunghezza (cm) | 4    | 5   | 6    | 7      | 8     | 9      | 10    | 11        |
| Colore         | rosa | blu | nero | bianco | verde | giallo | rosso | arancione |

## Uso
Si può utilizzare ogni volta che ci si trovi di fronte a soggetti in stato di incoscienza con ostruzione meccanica delle alte vie aeree, data dai tessuti molli di lingua e faringe, sia in respiro spontaneo che in corso di ventilazione artificiale.
L'utilizzo della cannula oro-faringea è sempre raccomandato al personale addetto al primo soccorso e ai soccorritori non sanitari, mancanti dell'esperienza necessaria a capire quando possa essere inutile. Se all'inserimento della cannula il soggetto reagisce con conati di vomito e/o tosse, è opportuno non insistere nel tentativo di inserimento e non impiegare la cannula; la pervietà delle vie aeree può essere garantita semplicemente con l'iperestensione del capo o con la sublussazione della mandibola.
I principali scopi dell'utilizzo della cannula oro-faringea sono:
- impedire la caduta della base della lingua sulla faringe e garantire così una via sicura per il transito dell'aria;
- assicurare una via d'accesso per una eventuale aspirazione di secreti dall'ipofaringe.

## Posizionamento
Per posizionare la cannula oro-faringea:
1. ripristinare la pervietà delle vie aeree (iperestensione del capo, sollevamento del mento, sollevamento della mandibola, ecc.);
2. aprire la bocca del soggetto con pollice ed indice di una mano (sublussazione della mandibola);
3. inserire la cannula con la concavità rivolta verso il palato del soggetto;
4. eseguire una rotazione di 180° della cannula, spingendo delicatamente verso il basso e "caricando" la lingua, fino al completo posizionamento.
5. fissare la cannula.

Nel paziente pediatrico fino agli 8 anni, la cannula va inserita con la concavità rivolta verso la lingua del paziente e pertanto non va eseguita la rotazione di 180°.